# West Buechel (Kentucky)
West Buechel es una ciudad ubicada en el condado de Jefferson en el estado estadounidense de Kentucky. En el Censo de 2010 tenía una población de 1230 habitantes y una densidad poblacional de 788,88 personas por km².

## Geografía
West Buechel se encuentra ubicada en las coordenadas 38°11′45″N 85°40′7″O / 38.19583, -85.66861. Según la Oficina del Censo de los Estados Unidos, West Buechel tiene una superficie total de 1.56 km², de la cual 1.54 km² corresponden a tierra firme y (1.33%) 0.02 km² es agua.

## Demografía
Según el censo de 2010, había 1230 personas residiendo en West Buechel. La densidad de población era de 788,88 hab./km². De los 1230 habitantes, West Buechel estaba compuesto por el 50.33% blancos, el 38.13% eran afroamericanos, el 0.65% eran amerindios, el 1.63% eran asiáticos, el 0% eran isleños del Pacífico, el 3.98% eran de otras razas y el 5.28% pertenecían a dos o más razas. Del total de la población el 11.63% eran hispanos o latinos de cualquier raza.